# カンザス州立大学サライナキャンパス
カンザス州立大学サライナキャンパス（英語: Kansas State University Salina）は、アメリカ合衆国カンザス州サライナ市に本部を置くアメリカ合衆国の州立大学。1965年創立、1991年大学設置。
カンザス州立大学の分校であり、通称K-State Salina。市の西部にあるサライナ地域空港(en:Salina Municipal Airport)の一角にキャンパスを構える。
1965年に設置されたシリング・インスティテュートが名称変更を経て1991年にカンザス州立大学と合併し、現在に至る。

## 専攻
- エンジニアリングテクノロジー
- プロフェッショナルパイロット
- アビエーションメンテナンス
- テクノロジーマネジメント
- ファミリースタディ
- ヒューマンサービス

## 保有機材
航空学部では以下の機材が使用されている。
- セスナ172
- シーラス SR22
- BE-33 ビーチクラフト ボナンザ
- BE-58 ビーチクラフト　バロン
- べランカ8KCABスーパーデキャサロン en:American Champion Decathlon

また、航空整備学部ではその他さまざまな機材が使用されている。